# PDS5A
PDS5A‏ (PDS5 cohesin associated factor A) هوَ بروتين يُشَفر بواسطة جين PDS5A في الإنسان.